# Sergej Fedorovcev
Sergej Fedorovcev, ruski veslač, * 31. januar 1980, Rostov na Donu, Sovjetska zveza (danes Rusija).
Fedorovcev je za Rusijo nastopil na Poletnih olimpijskih igrah 2004 in 2008. V Atenah je kot član ruskega dvojnega četverca osvojil zlato medaljo.